# Выборы губернатора Оренбургской области (2019)
 Выборы губернатора Оренбургской области состоялись в Оренбургской области 8 сентября 2019 года в единый день голосования. Губернатор избирается на 5 лет. На выборы пришло 39,55% избирателей. Временно исполняющий обязанности губернатора Оренбургской области Денис Паслер победил в 1 туре, получив 65,94%.
На 1 января 2019 года в области было зарегистрировано 1 548 990 избирателей.

## Предшествующие события
Губернатор Оренбургской области Юрий Берг был выбран депутатами Законодательного собрания Оренбургской области на пост губернатора и вступил в должность 15 июня 2010 года. 14 сентября 2014 года состоялись досрочные выборы губернатора. При явке 44,12 % большинство голосов избирателей (80,28 %) получил Юрий Берг, выдвинутый партией «Единая Россия». 26 сентября 2014 года он вступил в должность на пятилетний срок.
После запуска пенсионной реформы в России в июне 2018 года рейтинг доверия к различным органам государственной власти стал падать. Это отразилось и на результатах выборов некоторых глав регионов — Республике Хакасия, Приморском крае, Хабаровском крае, Владимирской области. В 2019 году в Оренбургской области должны состояться выборы губернатора. Администрация Президента России отправила в предвыборные регионы мониторинговые миссии, которые должны были сделать вывод о возможности избрания губернатора на новый срок. В их число вошла и Оренбургская область. Газета «Ведомости» назвала Дмитрия Орлова руководителем мониторинговой группы по Оренбургской области. В конце 2018 года Юрий Берг попал в десятку руководителей глав регионов по падению рейтинга. РБК сообщил, что рейтинг Берга за год упал на 28 %. Пресс-секретарь губернатора Сергей Шермецинский регулярно опровергал слухи об отставке Юрия Берга. 21 марта Юрий Берг подал в отставку. В этот же день глава ВЦИОМ Валерий Фёдоров оценил реальный рейтинг поддержки ушедших в те дни губернаторов — Бердникова, Орлова, Ковтун, Дубровского и Берга в 30 %. К числу проблем Оренбургской области относили проблему коррупции — арест мэра Оренбурга Евгения Арапова и проблема работы промышленных предприятий — временный простой Орского завода ОРМЕТО-ЮУМЗ на 3000 человек и невыплата зарплаты.
21 марта 2019 года Президент России Владимир Путин Временно исполняющим обязанности губернатора Оренбургской области был назначен генеральный директор энергетической кампании «Т ПЛЮС» и экс-председатель Свердловского правительства Денис Паслер.

## Ключевые даты
- 30 мая 2019 года депутаты Законодательного собрания Оренбургской области назначили выборы на 8 сентября 2019 года — единый день голосования (за 100—90 дней до дня голосования)[10]
  - в период до 29 июля выдвиженцам для регистрации необходимо собрать в свою поддержку не менее 242 подписи (5 % от общего числа) депутатов представительных органов муниципальных образований и (или) избранных на муниципальных выборах глав муниципальных образований, находящихся на территории Оренбургской области, в том числе 41 подпись депутатов представительных органов муниципальных районов и городских округов
- с 1 по 19 июня 2019 года — период выдвижения кандидатов
- с 19 по 29 июня 2019 года — прием документов для регистрации кандидатов, уведомивших о своем выдвижении и собравших необходимое количество подписей
  - агитационный период начинается со дня выдвижения кандидата и прекращается за одни сутки до дня голосования
- период сбора подписей муниципальных депутатов для регистрации кандидата начинается после представления в избирательную комиссию заявления кандидата о согласии баллотироваться
- с 19 по 29 июля 2019 года — представление документов для регистрации кандидатов; к заявлениям должны прилагаться листы с подписями муниципальных депутатов и список трёх кандидатов на должность члена Совета Федерации
- с 10 августа по 6 сентября — период агитации в СМИ (начинается за 28 дней до дня голосования)
- 7 сентября — «день тишины»
- 8 сентября — день голосования

## Социология
| Опрос           | Паслер | Катасонов | Амелин | Фролов | Другой кандидат | Не пойдут на выборы | Испортят бюллетень | Затруднились ответить | Погрешность |
| --------------- | ------ | --------- | ------ | ------ | --------------- | ------------------- | ------------------ | --------------------- | ----------- |
| ЦИПКР, май 2019 | 41,0 % | 14,0 %    | 12,1 % | 9,6 %  | 0,8 %           | 5,2 %               | 2,6 %              | 12,1 %                | -           |

| Опрос                                | Паслер | Амелин | Яцына | Кобзев | Горячев | Испортят бюллетень | Затруднились ответить | Погрешность |
| ------------------------------------ | ------ | ------ | ----- | ------ | ------- | ------------------ | --------------------- | ----------- |
| «Агентство СВОИ», 16-19 августа 2019 | 61,8 % | 13,7 % | 6,5 % | 4,4 %  | 2,5 %   | 1,5 %              | 9,6 %                 | 2,8 %       |

### Закрытая социология для Администрации Президента РФ
Как поясняет материал РБК, в конце июля — начале августа 2019 года были проведены закрытые социологические опросы. Электоральный рейтинг Дениса Паслера среди определившихся с выбором составил 76 %. С учётом экспертных оценок для Администрации Президента РФ результат Дениса Паслера определяется, как 74 %. Также 24 % выступили за замену Дениса Паслера, а 43 % — против.

## Кандидаты
15 августа 2018 года депутат Государственной Думы от фракции ЛДПР Сергей Катасонов объявил о том, что планирует принять участие в выборах губернатора Оренбургской области 2019 года. Это решение будет зависеть от позиции партии.
25 апреля 2019 года «Единая Россия» объявила о проведении праймериз по выдвижению кандидатов на пост губернатора. Секретарь регионального отделения «Единой России» Олег Димов решил предложить кандидатуру врио губернатора Оренбургской области Дениса Паслера.
20 мая 2019 года на пресс-конференции в Орске секретарь КПРФ, депутат Законодательного собрания Оренбургской области от КПРФ Максим Амелин объявил о том, что будет выдвигаться на пост губернатора Оренбургской области.
23 мая 2019 года в эфире радио «Эхо Оренбург» бывший главный федеральный инспектор по Оренбургской области и Республике Башкортостан Пётр Капишников объявил о том, что принял решение о выдвижении своей кандидатуры. Он не уточнил от какой партии собирается выдвигаться. Вопрос о регистрации кандидатом, по его мнению, будет зависеть от позиции региональных властей в связи со сбором муниципальных подписей.
29 мая 2019 года Председатель регионального отделения Партии Народной Свободы (ПАРНАС) Сергей Столпак объявил о том, что будет баллотироваться на пост губернатора Оренбургской области. Он обратился к временно исполняющему обязанности губернатора Оренбургской области Денису Паслеру помочь собрать подписи муниципальных депутатов для регистрации на пост губернатора.
Ринат Хамиев обратился к политическим партиям с просьбой помочь выдвинуться на пост губернатора Оренбургской области. Партия «Яблоко» оказала ему поддержку и 10 июня 2019 года на региональной конференции поддержала его выдвижение. Членом партии Ринат Хамиев не является, но подписал меморандум партии для выдвижения на пост губернатора.
14 июня 2019 года Коммунистическая Партия Социальной Справедливости выдвинула пенсионера Андрея Кобзева.
15 июня 2019 года «Справедливая Россия» решила выдвинуть председателя Совета регионального отделения партии Сергея Яцыну.
19 июня 2019 года Константин Горячев сдал документы о выдвижении от «Демократической партии России».
| Кандидат           | Деятельность / должность (на момент выдвижения)                                                                         | Субъект выдвижения            | Подписи собрано / достоверных | Статус                          | Дата регистрации | Кандидаты в Совет Федерации                     |
| ------------------ | --- | ----------------------------- | ----------------------------- | ------------------------------- | ---------------- | ----------------------------------------------- |
| Максим Амелин      | директор ООО «ЕЛЕНА 2001», депутат Законодательного Собрания Оренбургской области шестого созыва на непостоянной основе | КПРФ                          | 246/245                       | зарегистрирован                 | 3 августа        | Леонид Кайшев, Владислав Рябов, Владимир Фролов |
| Константин Горячев | технический директор ИП Широбоков Павел Дмитриевич                                                                      | Демократическая партия России | 244/244                       | зарегистрирован                 | 3 августа        | Владимир Гусаров, Нина Зеленина, Евгений Ляпкин |
| Пётр Капишников    | генеральный директор ООО «Ишимбайский Машиностроительный завод», пенсионер                                              | Защитники Отечества           |                               | отказано в регистрации          | -                |                                                 |
| Анатолий Кобзев    | пенсионер | КПСС                          | 246/246                       | зарегистрирован                 | 30 июля          | Олег Кажаев, Валентина Поташова, Борис Юртаев   |
| Денис Паслер       | временно исполняющий обязанности Губернатора Оренбургской области                                                       | Единая Россия                 | 254/254                       | зарегистрирован                 | 30 июля          | Елена Афанасьева, Ирина Ледяева, Валерий Назин  |
| Сергей Столпак     | председатель правления СНТСН «Родник», пенсионер ФСБ                                                                    | ПАРНАС                        |                               | отказано в регистрации          | -                |                                                 |
| Ринат Хамиев       | генеральный директор ООО «УМНЫЙ МИР»                                                                                    | Яблоко                        |                               | снял свою кандидатуру с выборов | -                |                                                 |
| Сергей Яцына       | финансовый директор ООО «Статус А»                                                                                      | Справедливая Россия           | 248/248                       | зарегистрирован                 | 30 июля          | Татьяна Давыдова, Сергей Козлов, Сергей Шалин   |

## Ход выдвижения кандидатов политическими партиями

### «Единая Россия»
29 апреля 2019 года партия «Единая Россия» начала процедуру праймериз по выдвижению кандидата от партии на предстоящих выборах. В утверждённый список кандидатов вошло три участника «праймериз Единой России»:
- Паслер, Денис Владимирович — врио губернатора.
- Мошковская, Татьяна Олеговна — начальник Оренбургского Президентского кадетского училища.
- Цуканов, Роман Николаевич — секретарь местного отделения партии «Единая Россия» Ленинского района г. Оренбурга, директор Управления федеральной почтовой связи Оренбургской области[21].

Победу одержал Денис Паслер, которого на региональной конференции 1 июня 2019 года поддержал 141 делегат (92,16 % от 153 принявших участие в конференции). Машковскую поддержало 6 делегатов, а Цуканова — 6. Тем самым кандидатом от партии стал врио губернатора Оренбургской области.

### «Партия Народной Свободы (ПАРНАС)»
1 июня 2019 года региональное отделение Партии Народной Свободы (ПАРНАС) выдвинуло лидера регионального отделения Сергея Столпака. Также его поддержало садовое товарищество «Родник», где он выступает в качестве руководителя.

### «Защитники Отечества»
4 июня 2019 года региональная конференция партии «Защитников Отечества» выдвинула бывшего федерального инспектора Оренбургской области и Республики Башкортостан Петра Капишникова. Пётр Капишников стал членом партии в феврале 2019 года. Дом офицеров, где партия собиралась провести конференцию отказала партии в проведении мероприятия. После вмешательства военной прокуратуры и областной избирательной комиссии, конференция состоялась в Доме офицеров.

### «КПРФ»
В Оренбурге 8 июня 2019 года, региональное отделение КПРФ утвердило в качестве кандидата на губернаторских выборах Максима Амелина — первого секретаря обкома и депутата Заксобрания региона. За кандидатуру Амелина проголосовали 64 кандидата, против — семь.
«Мы рассчитываем пройти муниципальный фильтр. Практически уверены, что это удастся. У нас есть договорённость с независимыми депутатами», — сказал председатель счетной комиссии конференции реготделения Денис Батурин.

### «Яблоко»
10 июня 2019 года в Оренбурге прошла конференция регионального отделения политической партии «Яблоко». На ней было принято решение направить на выборы Рината Хамиева. Ринат Хамиев не является членом партии «Яблоко», но подписал меморандум партии. Ринат Хамиев принимал участие в различных выборах. На выборах губернатора Оренбургской области 2003 года получил 5,76 %. В 2005 году проиграл во 2 туре выборов мэра Орска Юрию Бергу. Также пытался принять участие в выборах Президента РФ.

### «Коммунистическая Партия Социальной Справедливости (КПСС)»
14 июня 2019 года пенсионер Андрей Кобзев подал документы в Избирательную Комиссию Оренбургской области о своём выдвижении от Коммунистической Партии Социальной Справедливости (КПСС). Информация о съезде по выдвижению кандидата не вызвала интерес среди региональных СМИ. Само мероприятие не освещалось в местной прессе.

### «ЛДПР»
15 июня 2019 года на 58-й внеочередной региональной конференции партии в Оренбурге принял решение поддержать позицию высшего совета партии о невыдвижении кандидата в губернаторы. 15 августа 2018 года депутат Государственной Думы Сергей Катасонов заявил о том, что будет баллотироваться в губернаторы Оренбургской области. Его поддержал депутат Законодательного собрания Оренбургской области от ЛДПР Сергей Мирохин.
Осенью 2018 года Оренбург посетил лидер ЛДПР Владимир Жириновский. Во время визита в областной центр он рассказал, что либерально-демократическая партия планирует выдвинуть на выборах своего кандидата, но в последний момент планы поменялись. Причина не объясняется.
В 2014 году ЛДПР также не участвовала в выборах губернатора Оренбургской области. Тогда как кандидат от объединённой оппозиции выл выдвинут Сергей Катасонов.
Его поддержали не только либерал-демократы, но и КПРФ, и «Справедливая Россия». У этого кандидата был хорошие шансы, однако за день до окончания подачи заявлений на участие в выборах высший совет партии ЛДПР исключил его из губернаторской гонки.
Лидер ЛДПР Владимир Жириновский заявил, что в присутствии Юрия Берга ему было сказано, что Сергея Катасонова отправят в тюрьму, если он пойдет на выборы губернатора в 2014 году. Так он объяснил решение партии отозвать его с выборов. Соответствующее заявление он сделал в студии радио «Эхо Москвы» в мае 2019 года.
Сергей Катасонов объяснил радио «Эхо Оренбург» решение партии проблемой муниципального фильтра.
«Надо реально оценивать возможности партийные в том числе. Тот фильтр, который сегодня есть — это 240 подписей. Сегодня у нас муниципальных депутатов — 37, от ЛДПР. В 2014 году, когда объединялись все партии и был единый кандидат, в сумме мы набирали необходимое количество депутатов муниципальных. Сегодня у нас такой возможности нет, надо сказать честно. На наш взгляд это не правильно, наличие такого фильтра. Он останавливает реальные возможности партии, если нету достаточного количества депутатов. Поэтому для того, чтобы собрать так или иначе мы должны были идти и договариваться с партией власти и фактически с кандидатом. Я считаю, что если участвовать в выборах, то они должны быть честные до конца. Такие полувыборы, когда ты пришел, попросил, тебе дали, на каких условиях, мы же это всё понимаем. Поэтому, я считаю, что партия всё взвесила, малое количество местных депутатов и приняла решение, что в таких условиях мы вообще выдвигать кандидатов от ЛДПР не будем».

### «Справедливая Россия»
15 июня 2019 года на региональной конференции «Справедливой России» в Оренбурге делегаты партии выдвинули Сергея Яцыну, председателя Совета регионального отделения партии на выборы губернатора. Депутат Законодательного собрания Оренбургской области, избранный от «Справедливой России» Владимир Фролов планировал выдвижение. Но из-за решение регионального отделения партии на выборах Президента РФ 2018 года отказать в поддержке В. Путина был лишён должности и членства в партии. Поэтому «Справедливая Россия» не могла выдвинуть его кандидатом в губернаторы.

### «Демократическая Партия России»
19 июня 2019 года документы о выдвижении в Избирательную комиссию Оренбургской области принёс Константин Горячев от Демократической Партии России.

## Сбор подписей муниципальных депутатов

### Муниципальные депутаты Оренбургской области
| Партия                         | Депутаты | %        |
| ------------------------------ | -------- | -------- |
| Единая Россия                  | 3480     | 71,92 %  |
| КПРФ                           | 154      | 3,18 %   |
| ЛДПР                           | 34       | 0,70 %   |
| Справедливая Россия            | 34       | 0,70 %   |
| Самовыдвиженцы и другие партии | 1137     | 23,50 %  |
| Всего                          | 4839     | 100,00 % |

### Процесс сбора подписей
Кандидат должен сдать 242 подписи муниципального депутата, 41 из которых должна приходится на депутатов горсоветов и райсоветов не менее чем в 32 районных советах и городских округах. Срок сдачи — с 19 по 29 июля 2019 года. По материалам издания «Orenday», главы районов составили списки и распределили депутатов на подписи 2 кандидатам — Денису Паслеру и Анатолию Кобзеву.

### Жалобы на процесс сбора подписей
Пётр Капишников подал в Избирательную комиссию Оренбургской области жалобу о препятствии сбора подписей муниципальных депутатов. Избирательная комиссия отказала в жалобе ввиду того, что не были указаны фамилии депутатов, на которых оказывалось давление.
Кандидат Сергей Столпак отказался собирать подписи депутатов из-за того, что обратился с этой просьбой к Денису Паслеру. «…Я написал Денису Владимировичу Паслеру, в „Единую Россию“, в Избирательную комиссию. И написал „прошу оказать помощь в сборе данного фильтра“. Не буду собирать. 29 я приду, ноль будет — значит, ноль», — пояснил Столпак.
Кандидат от партии «Яблоко» на пост губернатора Оренбургской области Ринат Хамиев участвовал в пресс-конференции кандидатов от «Яблока» и жаловался на прохождение муниципального фильтра. Ринат Хамиев рассказал о жалобе в прокуратуру одного из кандидатов в губернаторы, однако его фамилию он не стал называть. По его словам, в этой жалобе содержатся доказательства принуждения глав и руководителей муниципальных образований поставить свою подпись за конкретного кандидата: «Приведены множество фактов, что ещё месяц назад были собраны все главы муниципальных образований, всем были даны установки. Соответственно они по цепочке собрали со всех депутатов заявления в поддержку конкретных депутатов и фактически не оставили шансов независимым кандидатам пройти муниципальный фильтр».
Кандидат от КПРФ Максим Амелин пожаловался на давление на депутатов при сборе подписей. «К огромному сожалению, административный ресурс пытается давить не только на своих, но даже и на наших депутатов», — заявил Максим Амелин.
9 июля три допущенных до сбора подписей депутатов кандидата на пост губернатора Оренбургской области — Пётр Капишников, Ринат Хамиев и Сергей Столпак решили подать на Дениса Паслера в суд с требованием снять с выборов врио губернатора Дениса Паслера. Они утверждают о «многочисленных нарушениях». По версии кандидатов, на муниципальных депутатов оказывают давление при сборе подписей. По словам Рината Хамиева, чтобы кандидаты от «Справедливой России» и КПСС Сергей Яцына и Анатолий Кобзев преодолели муниципальный фильтр, используется «административный ресурс». В «Единой России» утверждают, что давление на муниципальных депутатов не оказывают и что каждому депутату предоставляется свобода выбора, кому из кандидатов отдать подпись. Также в партии отмечают, что к ним жалобы не поступали.
В эфире Эхо Оренбург на принудительный сбор подписей за Дениса Паслера пожаловалась депутат Илекского района.
Депутат Привольного сельсовета Илекского района от «Единой России» заявила о давлении со стороны районной администрации и партии при сборе подписей для прохождения муниципального фильтра кандидатами в губернаторы. Об этом Зоя Кравченко рассказала «Эху». По её словам, глава сельсовета Владимир Кузнецов рекомендовал ей поставить подпись в поддержку врио губернатора Дениса Паслера. В противном случае она якобы может лишиться работы:
«Наш глава администрации — Кузнецов Владимир Михайлович. Он приехал в школу и сказал, что к понедельнику нужно будет отдать свой голос за Паслера. Я сказала, что не буду. Он сказал: тогда тебе придётся подумать о месте работы. Я, конечно, возмутилась. Он мне стал говорить: ну, он же от „Единой России“. Я говорю: ну и что, что он от „Единой России“, что мне „Единая Россия“ дала образование или работу, чтобы её у меня отбирать? Потом получилось так, что пришлось ехать и отдать предварительно свой голос за Паслера».
О других подобных случаях в сельсовете депутат сказала, что ей ничего неизвестно. Владимир Кузнецов в разговоре с «Эхом» назвал информацию Зои Кравченко клеветой. В пресс-службе «Единой России» сообщили, что в партию не поступало никаких жалоб и что каждый вправе ставить подпись за любого кандидата.
Кандидат в губернаторы Оренбургской области Сергей Столпак объявил четырёхдневную голодовку 23 июля 2019 года. Он требует от действующей власти отменить такую процедуру как «муниципальный фильтр» или собрать подписи за всех кандидатов, в том числе оппозиционных.
Избирательная комиссия Оренбургской области зафиксировала 7 жалоб от кандидатов на пост губернатора Оренбургской области. Ни одна жалоба не была признана обоснованной.

### Сдача подписей на регистрацию
Кандидат от «Справедливой России» Сергей Яцына первым сдал подписи муниципальных депутатов в избирательную комиссию Оренбургской области 22 июля 2019 года. Также в комплекте документов со списками подписей был представлен первый финансовый отчёт и предоставлены 3 кандидатуры членов Совета Федерации. Ими стали члены партии: председатель совета местного отделения политической партии «Справедливая Россия» в Бузулуке Татьяна Давыдова, председатель совета местного отделения политической партии «Справедливая Россия» Соль-Илецкого городского округа Сергей Козлов и председатель совета местного отделения политической партии «Справедливая Россия» Сорочинского городского округа Сергей Шалин.
Документы для прохождения муниципального фильтра сдал кандидат от регионального отделения «Коммунистической партии социальной справедливости» (КПСС) Анатолий Кобзев.
Третьим кандидатом, сдавшим подписи муниципальных депутатов стал индивидуальный предприниматель от «Демократической партии России» Константин Горячев. До подачи документов в избирательную комиссию Оренбургской области Максим Амелин договорился с депутатом Законодательного собрания области Владимиром Фроловым включить его в список кандидатов в Совет Федерации. 27 июля 2019 года документы на регистрацию сдал временно исполняющий обязанности губернатора Оренбургской области Денис Паслер. Он собрал 254 подписи муниципальных депутатов. Среди кандидатов в члены Совета Федерации оказалась действующий сенатор Елена Афанасьева. 28 июля 2019 года на регистрацию сдал документы кандидат от КПРФ Максим Амелин. Он собрал 246 подписей муниципальных депутатов. 29 июля 2019 года кандидат на пост губернатора Оренбургской области от партии «Яблоко» Ринат Хамиев снял свою кандидатуру с выборов.

## Предвыборные скандалы

### Денежные фонды Анатолия Кобзева и Константина Горячева
Телеканал «Дождь» выпустил доклад в котором указал, что кандидатов Анатолия Кобзева и Константина Горячева финансируют фонды, которые связаны с «Единой Россией». Это «Фонд народных проектов» и «Фонд поддержки будущих поколений». Анатолию Кобзеву выделили 6 млн рублей, Константину Горячеву 12 млн рублей.

### Дебаты
Кандидаты Денис Паслер и Сергея Яцына отказались от участия в предвыборных дебатах. В дебатах принимают участие Максим Амелин, Константин Горячев, Анатолий Кобзев, Сергея Яцына. Отказался от печатной агитации Сергей Яцына.

### Сожжённые баннеры Паслера
15 августа 2019 года в Орске на улице Московской сожгли предвыборные баннеры кандидата Дениса Паслера «Время новых решений». Видео сожжения баннеров было зафиксирована на видео. Эти баннеры были заменены на баннеры «Оренбуржье выбирает Паслера».

### «Умное голосование Кости Горячева»
На своём предвыборном сайте Константин Горячев обозначил свою программу. Считает себя единственным либералом на выборах губернатора Оренбургской области. Технология «умного голосования», предложенная Алексеем Навальным для выбора самого сильного оппонента действующей власти. Технология «умного голосования» Константина Горячева предполагает, что пользователи сами могут предложить своё решение наболевшей проблемы и путём голосования в интернете может быть выбрана в качестве программного пункта Константина Горячева.

### Манифест Кости Горячева
От лица Константина Горячева, кандидата на выборы в губернаторы Оренбургской области, пришло письмо. В нём сообщается о том, что 22 августа состоится встреча, на которой от «раскроет все карты» в плане выборов. Однако, как выяснилось, это фейковая информация. В письме было написано, что участие Константина Горячева — это предвыборная постановка.

### Скандал со сбором муниципальных подписей в поддержку Горячева, Кобзева, Яцыну
21 августа 2019 года издание «Эхо Москвы Оренбург» выпустило расследование сбора подписей муниципальных депутатов после того, как разгорелся скандал в Забайкальском крае. Несколько депутатов, которые считают, что ставили подписи за выдвижение на губернаторские выборы Дениса Паслера, оказались в списках других кандидатов. Списки с именами тех, кто помог пройти муниципальный фильтр кандидатам в губернаторы, появились на сайте областной Избирательной комиссии. Редакции «Эха Москвы» в Оренбурге удалось поговорить с 30 депутатами, которые якобы поставили подписи за выдвижение Анатолия Кобзева, Константина Горячева и Сергея Яцыны. Несколько человек утверждали, что ставили подписи за Дениса Паслера.

### Партия «Защитники Отечества» поддержали Дениса Паслера
Партия «Защитники Отечества» выдвигали кандидатом в губернаторы Петра Капишникова. Но он не прошёл этап регистрации. В итоге партия на выборах решила поддержать Временно исполняющего обязанности губернатора Оренбургской области Дениса Паслера. В партии объяснили это следующим образом: «На первоначальном этапе, на наш взгляд, было два кандидата от президента — Паслер и Капишников, они из одной команды. Но волей обстоятельств наш кандидат в следующий этап не прошел, поэтому мы как государственники, которые не за всякие кровавые варианты развития событий, приняли решение поддержать Паслера».

## Экзит-полл
| Опрос                             | Паслер | Амелин | Кобзев | Горячев | Яцына | Испортят бюллетень |
| --------------------------------- | ------ | ------ | ------ | ------- | ----- | ------------------ |
| «Агентство СВОИ», 8 сентября 2019 | 68,0 % | 23,5 % | 2,9 %  | 2,4 %   | 2,2 % | 1,0 %              |

## Результаты голосования
| Место                                    | Место                                    | Кандидат                                 | Партия                                   | Голосов | %       |
| ---------------------------------------- | ---------------------------------------- | ---------------------------------------- | ---------------------------------------- | ------- | ------- |
|                                          | 1.                                       | Денис Паслер                             | Единая Россия                            | 406 153 | 65,94 % |
|                                          | 2.                                       | Максим Амелин                            | КПРФ                                     | 146 104 | 23,72 % |
|                                          | 3.                                       | Анатолий Кобзев                          | КПСС                                     | 22 272  | 3,62 %  |
|                                          | 4.                                       | Константин Горячев                       | Демократическая партия России            | 15 582  | 2,53 %  |
|                                          | 5.                                       | Сергей Яцына                             | Справедливая Россия                      | 13 942  | 2,26 %  |
| Действительных бюллетеней                | Действительных бюллетеней                | Действительных бюллетеней                | Действительных бюллетеней                | 604 053 | 98,07 % |
| Недействительных бюллетеней              | Недействительных бюллетеней              | Недействительных бюллетеней              | Недействительных бюллетеней              | 11 908  | 1,93 %  |
| Всего                                    | Всего                                    | Всего                                    | Всего                                    | 615 961 | 100 %   |
|                                          |                                          |                                          |                                          |         |         |
| Число бюллетеней, выданных досрочно      | Число бюллетеней, выданных досрочно      | Число бюллетеней, выданных досрочно      | Число бюллетеней, выданных досрочно      | 216     | 0,04 %  |
| Число бюллетеней, выданных на участке    | Число бюллетеней, выданных на участке    | Число бюллетеней, выданных на участке    | Число бюллетеней, выданных на участке    | 567 398 | 92,10 % |
| Число бюллетеней, выданных вне помещения | Число бюллетеней, выданных вне помещения | Число бюллетеней, выданных вне помещения | Число бюллетеней, выданных вне помещения | 48 445  | 7,86 %  |
|                                          |                                          |                                          |                                          |         |         |
| Явка                                     | Явка                                     | Явка                                     | Явка                                     | 616 059 | 39,56 % |
| Число избирателей                        | Число избирателей                        | Число избирателей                        | Число избирателей                        | 935 466 | 100 %   |

## Наблюдатели
За ходом голосования на выборах Губернатора Оренбургской области следили 4426 наблюдателей. 1850 представляли на участках зарегистрированных кандидатов, 876 — политические партии, 1700 — общественные организации. Также на участках работали 205 представителей СМИ.

## Оценки итогов выборов

### Эксперты-политологи
Социолог Галина Шешукова назвала выборы реально конкурентными. Результат Максима Амлина высоким из-за того, что часть избирателей не смогли назвать своего кандидата. А результат Дениса Паслера точным согласно прогнозу. Также прогнозируемым оказалось 3 место Анатолия Кобзева, ориентированного на коммунистический электорат.
Эксперт сразу напомнила, что в принципе её ожидания от выборов и предварительные прогнозы нашли свое подтверждение. «Мы озвучивали, что явка должна быть порядка 40 %. Также говорили, что Паслер уверенно победит в первом туре, давали для Оренбурга 64 % и для Новотроицка 68 %. И в принципе реальные цифры совпали с предполагаемыми.
Чуть больше голосов, чем предполагалось, собрал Максим Амелин. Мы думаем, это произошло за счет неопределившейся части. Это тот электорат, который не захотел сообщить нашим анкетерам, за кого он будет голосовать. Это и протестная часть населения. А вообще то, что этот кандидат набрал 24 % голосов, говорит о конкурентности наших выборов», — подчеркнула Шешукова.
Он уточнила: когда говорят, что выборы честные и прозрачные, это одно. А если выборы получаются конкурентными, это придает им более серьёзный политический вес.
Обсудили ведущие в экспертом и то, как распределились проценты голосов. 24 % Амелина Шешукова предложила сложить с 4 % Кобзева, потому что он тоже коммунист. «В Оренбургской области в течение многих лет давала много голосов коммунистам. Так было всегда: и в 90-е, и в 00-е. Тогда это была четверть населения. И сейчас цифра почти в 28 % очень и очень серьёзная. Тут и те, кто поддерживает коммунистов, и те, кто хотел бы проголосовать против всех, но такой графы нет. Максим Амелин лидирует в 18-ти участках нашего региона. При этом что интересно: тенденция голосовать за коммунистов не так давно сместилась территориально с сел на города. Именно там Амелин получил наибольшую поддержку», — прокомментировала гостья программы.
Также эксперт высказала свое мнение о победителе выборов. «Многие говорили что если бы Паслер пошел не от ЕР, он бы набрал ещё больше голосов. Это был смелый шаг — пойти от партии ЕР. Однако, я с этим не согласна. И мое мнение подтверждают цифры: за время избирательной кампании рейтинг ЕР вырос на 7 %. Я не сомневаюсь, что именно харизматичный и уверенный кандидат, который к тому же уже начал показывать свою работу активными действиями, привлек к этой партии больше голосов и повысил лояльность избирателей», — уверена Шешукова.
На 18 избирательных участках победил Максим Амелин, на одном — Сергей Яцына, на цифровом избирательном участке Паслер и Амелин получили равное количество голосов. Денис Паслер занял первое место на 1687 участках.
Снижение явки и результат выборов были заранее предсказуемы. Таким мнением поделилась политолог Марина Солодкая. Она считает, что о таком итоге свидетельствовал состав кандидатов, представленных на выборах: «Когда интриги нет, то о какой явке можно говорить? В этом отношении с этим нужно что-то делать, но мне кажется, выборы, которые ненастоящие выборы, да и выборами не пахнут, то очень сложно на них найти мотивацию. Поэтому тут все соответственно купленным билетам, наполнился зал». tweet
А победу Дениса Паслера политолог назвала «пирровой», которую он будет скрывать: «Денис Владимирович не будет гордиться своим результатом, и в принципе он будет из тех результатов, который придётся скрывать. Потому что, когда ты выступаешь на фоне некоторых виртуальных практически политических деятелей, то твоя победа — это такая пиррова победа».

### Кандидаты
Другой кандидат, Константин Горячев, заявил в эфире «Эха», что «поражен» высокой явкой на выборах и поделился планами по дальнейшей деятельности: «Видно, что людям не наплевать на свою жизнь дальнейшую. Они приходят, активно голосуют. Конечно же, я не собираюсь завершать свою деятельность. Я понял, что нашу жизнь можно контролировать, изменять с помощью общественных организаций. Я в дальнейшем хочу попробовать открыть общественную организацию».
Кандидат от эсеров назвал свой результат ожидаемым и пожаловался на нехватку средств для ведения кампании. Сергей Яцына отметил, что это первые для партии выборы с новым руководящим составом.
Кандидат Максим Амелин выразил недоверие работе Избирательной Комиссии Оренбургской области по работе КОИБов. Он направил в избирком в день выборов 5 жалоб на работу КОИБов. «Я много раз говорил о недоверии к КОИБам. Александр Юрьевич и в письме обещал, что он будет делать пересчёт КОИБов, и мне в телефонном разговоре говорил: „Все мы будем пересчитывать часть КОИБов“. Смысл этих пересчетов заключается в доверии к КОИБам. Какое может быть доверие к механизму, который по восемь, по десять раз не может считать бюллетень. Как он считал на десятый раз, правильно или неправильно?».

### Избирательная комиссия Оренбургской области
Глава Избирательной комиссии Оренбургской области Александр Нальвадов признал выборы в регионе состоявшимися и без серьёзных нарушений: «Выборы губернатора Оренбургской области состоялись и признаны действительными. Эта та фраза, то определение, которое говорится по окончанию выборов, которые прошли достойно и легитимно. В целом можно охарактеризовать единый день голосования, как спокойный, выверенный день, как доброжелательный день».
Александр Нальвадов рассказал, что жалоб на КОИБы от избирателей и кандидатов не поступало, в связи с чем не было необходимости вводить ручной пересчёт.

## Инаугурация
Церемония вступления в должность избранного губернатора Оренбургской области Дениса Паслера прошла в Оренбурге 18 сентября 2019 года. Инаугурация состоялась в Зале торжеств правительства области, на церемонию были приглашены полномочный представитель президента РФ в Приволжском федеральном округе Игорь Комаров, главы и представители субъектов РФ, члены Совета Федерации, депутаты Госдумы, депутаты Заксобрания области и главы муниципальных образований. На инаугурации присутствовало 350 гостей. Были депутат Законодательного собрания Свердловской области Виталий Шептий, полпред Президента РФ в ПФО Игорь Комаров, спикер Законодательного собрания Сергей Грачёв и предыдущие губернаторы Владимир Елагин, Алексей Чернышёв, Юрий Берг.
В тот же день 18 сентября Паслер назначил представителем правительства Оренбургской области в Совете Федерации Елену Афанасьеву.